# 超党派ゴルフ議員連盟
超党派ゴルフ議員連盟（ちょうとうはゴルフぎいんれんめい）は、日本の超党派による議員連盟。

## 活動
ゴルフ愛好家の超党派議員らが、 国家公務員倫理規程より「ゴルフ」という記載の削除を求める活動や、 ゴルフ場利用税の廃止を求める活動をしている

## 所属議員
令和2年12月24日時点の名簿から令和4年1月1日時点での国会議員でなくなった者を引いたもの。

### 名誉会長
- 麻生太郎（自由民主党・衆議院）

### 会長
- 衛藤征士郎（自由民主党・衆議院）

### 顧問
- 野田佳彦（立憲民主党・衆議院）
- 二階俊博（自由民主党・衆議院）
- 細田博之（自由民主党・衆議院）
- 山東昭子（自由民主党・参議院）
- 額賀福志郎（自由民主党・衆議院）
- 遠藤利明（自由民主党・衆議院）

### 会長代行
- 中曽根弘文（自由民主党・参議院）

### 副会長
- 安住淳（立憲民主党・衆議院）
- 鈴木俊一（自由民主党・衆議院）
- 塩谷立（自由民主党・衆議院）

### 幹事長
- 下村博文（自由民主党・衆議院）

### 幹事長代行
- 小野寺五典（自由民主党・衆議院）

### 事務局長
- 笠浩史（立憲民主党・衆議院）

### 事務局次長
- 松下新平（自由民主党・参議院）
- 井上貴博（自由民主党・参議院）
- 小宮山泰子（立憲民主党・衆議院）

### 元所属議員
- 赤松広隆（元顧問,2021年引退）
- 石原伸晃（元副会長,第49回衆議院議員総選挙落選）
- 平野博文（元副会長,第49回衆議院議員総選挙落選）
- 竹本直一（元副会長,2021年引退）
- 生方幸夫（元副会長,第49回衆議院議員総選挙落選）
- 下地幹郎（元副会長,第49回衆議院議員総選挙落選）